# 若亚
若亚是巴西南大河州的一个市镇。总面积1235.885平方公里，总人口8279人，人口密度6.7人/平方公里。